# 奧斯汀 (密蘇里州)
奧斯汀（英語：Austin）是位於美國密蘇里州卡斯縣的非建制地區。

## 歷史
奧斯汀的郵局於1856年設立，1863年關閉後又於1866年重啟，最終於1918年停運。

## 地理
奧斯汀所處的海拔為高於海平面274米（即899英呎），而該地所採用的時區為UTC-6，即北美中部時區（CST）。同時該地設有夏令時間，為UTC-6調快一小時，即UTC-5（CDT）。